# Stazione di Misano Adriatico
Stazione di Misano Adriatico vasútállomás Olaszországban, Emilia-Romagna régióban, Misano Adriatico településen.

## Vasútvonalak
Az állomást az alábbi vasútvonalak érintik:
- Bologna–Ancona-vasútvonal

## Kapcsolódó állomások
A vasútállomáshoz az alábbi állomások vannak a legközelebb: 
- Stazione di Riccione
- Stazione di Cattolica-San Giovanni-Gabicce